# Vyšší odborná škola a Střední průmyslová škola dopravní Praha
Vyšší odborná škola a Střední průmyslová škola dopravní Praha (zkráceně SPŠD Masná) je střední škola a vyšší odborná škola se sídlem v Masné ulici na Praze 1.

## Historie
Střední průmyslová škola dopravní vznikla 1. září 1956 rozhodnutím ministerstva školství a kultury. V budově v ulici Masná 18 v minulosti sídlila Německá měšťanská obecná škola Staroměstská pro chlapce a dívky, do které v letech 1889-1893 chodil Franz Kafka.
V budově A v Masné ulici sídlil po roce 1945 stavební úřad a odbor osvětový Ústředního národního výboru pražského magistrátu, ve kterém byla dne 27. září 1949 zatčena politička Milada Horáková. Magistrát zde provozoval svou činnost až do roku 1953. V tělocvičně školy můžeme dodnes na stěně nalézt znak hlavního města Prahy a i stejný znak je umístěn na lunetě nad hlavních vstupem do budovy v Masné 18.
Ve školním roce 1958–9 bylo zahájeno večerní studium nového oboru Technický provoz letadel. Třídy se nacházeli v budově ČSA na pražském letišti Ruzyni. Ve školním roce 1959–60 bylo otevřeno dálkové studium oboru Organizace vlakové dopravy.
Od roku 1996 poskytuje škola vyšší odborné vzdělávání.

## Současnost
Škola sídlí ve dvou budovách v ulici Masná. Budova A je oficiální úřední sídlo školy na adrese Masná 18 a druhá budova B sídlí na adrese Masná 8. Zařízení disponuje 52 učebnami, z toho 22 učeben jsou pro výuku odborných předmětů.
Škola disponuje simulátorem civilního letadla Boeingu 737, simulátor stanoviště strojvedoucího vozidla řady 471, simulátor strojvedoucího metra a simulátor řidiče tramvaje. Dále škola disponuje vlastním program Dop3sim pro praktickou výuku řízení železničního provozu, který umožňuje nasimulovat různá zabezpečovací zařízení.

## Obory vzdělávání

### Střední odborná škola

#### Provoz a ekonomika dopravy (37-41-M/01)
Studium zaměřené na oblast dopravy s uplatněním ve výrobní i nevýrobní sféře či v živnostenském podnikání.
Učivo je tvořeno ze společného odborného základu z oblasti dopravy, logistiky a ekonomiky, které je od 2. ročníku rozděleno na 6 vybraných specializací:
- Dopravní služby v cestovním ruchu
- Letecká doprava
- Městská doprava
- Silniční doprava
- Zasílatelství a logistika
- Železniční doprava

#### Elektrotechnika (26-41-M/01)
Vzdělání se zaměřením na telekomunikační a informační technologie s využitím v dopravě a komerční sféře. Absolventi mají možnost získat způsobilost pracovníka s ukončeným odborným elektrotechnickým vzděláním podle zákona 250/2021 Sb. a nařízení vlády č. 194/2022 Sb. (dříve vyhláška č. 50/78 Sb).

#### Dopravní prostředky (23-45-M/01)
Studijní obor z oblasti strojírenství, který je zaměřen na konstrukci silničních vozidel, principem a uspořádáním jednotlivých typů silničních vozidel, jejich vlastnostmi, výrobou, servisem a diagnostikou.

### Vyšší odborná škola
Vzdělávání na vyšší odborné škole je v prezenční formě. Délka studia na VOŠ je 3 roky a hradí se školné.

#### Elektrodiagnostika a diagnostika silničních vozidel (26-41-N/12)
Vyšší vzdělání zaměřené na automobilovou techniku.

#### Dopravní logistika a obchod (37-41-N/04)
Vzdělávací program skládající se z oblasti obchodu, provozu a správy nákladní i osobní dopravy, zasílatelství a logistiky.

## Absolventi
- Stanislav Gross (1969–2015) – český politik, předseda vlády České republiky v letech 2004–2005[8]
- Daniel Takáč (*1971) – český moderátor a televizní zpravodaj ČT24[8]
- Pavel Hrubeš (*1974) – vysokoškolský pedagog, děkan Fakulty dopravní ČVUT v Praze v letech 2018–2022[9][10]
- Václav Nebeský (*1977) – český manažer, v letech 2019-2020 generální ředitel a předseda představenstva Českých drah[11]